# Pictură în ulei

Mona Lisa, Leonardo da Vinci, c. 1503-1506

Pictura în ulei este tehnica de pictură cu pigmenți care sunt legați printr-un liant de ulei care tinde să se usuce - de regulă ulei de in. De obicei uleiul, cum ar fi uleiul de in, este fiert într-o rășină, cum ar fi rășina de pin, sau chiar tămâie. Alte uleiuri utilizate ocazional includ uleiul de nucă, mac sau șofrănel. Aceste uleiuri conferă diferite proprietăți picturii, cum ar fi diminuarea tendinței de îngălbenire sau reducerea timpului de uscare. Câteva diferențe sunt vizibile în luciul picturii în funcție de uleiul utilizat. Pictorii utilizează de regulă diferite uleiuri în aceeași pictură în funcție de pigmenții sau efectele urmărite.
Deși pictura în ulei a fost folosită în picturile budiste ale pictorilor chinezi și indieni undeva între secolele al V-lea și al VIII-lea, tehnica a devenit populară abia în secolul al XV-lea. Este posibil ca această tehnică să fi pătruns în Europa în perioada Evului Mediu. Pictura în ulei a devenit ulterior principala tehnică de realizare a operelor pe măsură ce avantajele sale deveneau cunoscute. Tranziția a început în pictura olandeză timpurie din nordul Europei iar la apogeul perioadei renascentiste a înlocuit aproape total culorile tempera în cea mai mare parte a Europei.
În ultimii ani au început să iasă în evidență culorile de ulei miscibile în apă, înlocuind într-o oarecare măsură uleiurile tradiționale. Acestea conțin un emulsor care le permite să fie diluate în apă (spre deosebire de diluantul de vopsea) și permit un timp de uscare mult mai rapid (1-3 zile) față de uleiurile tradiționale (1-3 săptămâni).

## Tehnici
Tehnicile tradiționale de pictură în ulei încep adesea cu schițarea subiectului pe pânză cu cărbune sau vopsea diluată. Vopseaua în ulei este de obicei amestecată cu ulei de in, alcooli minerali și alți solvenți pentru a obține o culoare mai subțire, cu timp de uscare mai scurt sau mai lung. Deoarece acești solvenți subțiază uleiul din vopea, pot fi utilizați și pentru curățarea pensulelor. O regulă de bază în pictura în ulei este aplicarea "gras peste slab". Asta înseamnă că orice strat suplimentar de vopsea trebuie să conțină mai mult ulei decât stratul peste care se aplică, altfel pictura finală va crăpa și se va coji.
În mod tradițional, vopseaua este aplicată cu ajutorul unei pensule, dar se mai folosesc și alte tehnici, cum ar fi aplicarea cu cuțitul de paletă sau cu o cârpă. Vopseaua în ulei rămâne umedă o perioadă mai lungă de timp decât oricare altă vopsea, ceea ce permite artistului să modifice culoarea, textura sau forma figurii. Uneori, pictorul elimină un întreg strat de culoare și aplică unul nou. Acest lucru se poate realiza cu ajutorul unei cârpe îmbibate în puțină terebentină atâta timp cât vopseaua este umedă. Vopselele în ulei se usucă prin oxidare, nu prin evaporare, iar uscarea la suprafață are loc de obicei în două săptămâni. Pictura finală este suficient de uscată pentru a fi vernisată după o perioadă cuprinsă între șase luni și un an. Conservatorii sunt de părere că o pictură în ulei este complet uscată după 60-80 de ani.